# Таксим джамия
Таксим джамия (на турски: Taksim Camii) е джамия и комплекс на площад Таксим, Истанбул. Проектирана е от двама турски архитекти в стил арт деко и може да побере до 3000 богомолци едновременно. Строителството започва на 17 февруари 2017 г. и продължава четири години. Джамията е тържествено открита с петъчна молитва, на която присъства президентът Реджеп Таип Ердоган на 28 май 2021 г.
Земята, върху която е построена джамията, в момента е собственост на Генерална дирекция на фондациите.

## История
Планът за джамия на площад Таксим се изготвя от 1952 г. „Асоциацията за изграждане и поддържане на джамията Таксим“ е основана с цел да построи джамия на площад Таксим, но е затворена след военния преврат през 1980 г. в Турция. Държавният съвет спира проекта за джамията Таксим през 1983 г. с мотива, че той „не е в обществен интерес“.
Джамията Таксим остава в дневния ред на правителствата на Тургут Йозал през 80-те години на миналия век и Неджметин Ербакан през 1996 г. Проектът винаги е бил внимателно разглеждан от медиите и е срещал правни пречки, тъй като площад Таксим е тясно свързан с републиканизма и секуларизма. Съдът възразява срещу строежа на джамията с мотива, че това би било в противоречие с обществения интерес. Президентът Реджеп Тайип Ердоган подкрепя идеята за джамията, откакто става кмет на Истанбул през 1994 г. Перспективата за новата джамия е един от елементите на протестите в парка Гези през 2013 г.
През януари 2017 г. джамията е одобрена от Съвета за опазване на паметниците на културата, който контролира изграждането на защитени исторически обекти, като по този начин е премахната и последната пречка пред нейното изграждане.

### Процес на изграждане
След одобрение за изграждането на джамията от Истанбул № 2 Регионален съвет за защита на културното наследство на 19 януари 2017 г. е обявено, че някои малки офиси и съоръжения ще бъдат разрушени. Подготовката на обекта започва на 9 февруари 2017 г. Ахмет Мисбах Демирджан, кмет на район Бейоулу, назначава Шефик Биркийе за архитект на джамията на 10 февруари 2017 г.; Със Sur Yapı е сключен договор да извърши строителството му.

## Локация
Джамията се намира точно зад Таксим Максеми, каменното хранилище за вода, построено от Махмуд I през 1731 г. Джамията е обърната към културния център Ататюрк срещу площад Таксим. Пешеходния търговски булевард Истиклял минава от площад Tаксим до джамията. Гръцката православна църква Света Триада е от другата страна на булевард Истиклял от джамията.

## Архитектурни характеристики
С изключение на двете минарета, височината на джамията е приблизително 30 м, което я прави на същата височина като двете исторически църкви в близост. Джамията е проектирана в модерен стил на традиционния куполен стил, свързан със Синан, и е умело пригодена, за да пасне на затворената й обстановка. Комплексът включва конферентна и изложбена зала и подземен паркинг.
- Джамията с Паметника на Републиката на преден план
- Нощен изглед на джамията през месец Рамазан